# Dolní Zimoř
Obec Dolní Zimoř se nachází v okrese Mělník, kraj Středočeský. Rozkládá se asi deset kilometrů severně od Mělníka. Žije zde 102 obyvatel. V obci se nacházejí osady Dolní Zimoř a Horní Zimoř, oficiálně však obec není rozdělena na místní části. Obecní úřad je v Dolní Zimoři.

## Historie
První písemná zmínka o obci pochází z roku 1640.[zdroj?] Podle dávné pověsti strašíval v 15. století v Chodči zimořský panský pastýř ovcí Zachata a přítrž tomu chodečští učinili až uposlechnutím rad zimořského poustevníka Fríduše.
Po vyhlášení tolerančního patentu docházelo v oblasti k hromadnému přihlašování se k evangelické církvi, zejména v roce 1782. Na evangelickou modlitebnu ve Vysoké v roce 1787 přispěli Zimořští více než 74 zlatými. Vysocká evangelická církev v roce 1839 čítala 268 rodin, z toho ze Zimoře 19. Roku 1786 za faráře Jiřího Nechyby byl zrušen katolický filiální kostel sv. Martina v Chodči, patřící zřejmě k vysocké farnosti (ta byla zřejmě už od švédských válek neobsazena a spravována z Liblic). Přitom byly z liblické farnosti k vysocké připojeny Dolní i Hoření Zimoř, Chodeč, Truskavna a Březinka a ve Vysoké bylo zřízeno kaplanství.
Na přelomu 30. a 40. let 19. století bylo severní okolí Mělníka působištěm 24členné bandy lupičů, jejímž vůdcem byl Domin ze Zimoře, který se skrýval v lesích a roklích. Tato skupina měla rozsáhlou vyzvědačskou síť a dobré informace o majetkových poměrech obyvatelstva a využívala toho, že vrchnost nedostatečně chránila bezpečnost lidí a jejich majetku. Po přepadení mlýna ve Vrbici u Litoměřic však bylo povoláno vojsko, které lupiče pochytalo. Vrchnostenský soud v Pšovce všechny odsoudil ke 20 letům těžkého žaláře, jen vůdce Domin měl o něco nižší trest za to, že zabránil useknutí prstu mlynářky, které nešel svléci zlatý prsten. V Chodči se po něm jmenují Dominův sklep a Dominova rokle.
Dolní a Horní Zimoř společně s Chodčí tvořily v roce 1880 katastrální obec Chodeč. Čísla popisná 3, 13, 14, 16, 17 a 20 v Dolení Zimoři náležela ke Strážnici. Místní obce Chodeč byla rozdělena až výnosem ministerstva vnitra ze dne 24. 11. 1919 čís. 55/O9 ai 1919 na dvě samostatné obce Chodeč a Dolní Zimoř. V roce 1890 patřila Dolení i Hoření Zimoř do dodávacího obvodu poštovního úřadu ve Vysoké (dnes patří pod poštu Liběchov).
Roku 1907 vystavěla Ústřední matice školská novou školní budovu pro zimořskou exposituru vysocké obecné školy. 1. ledna 1911 byla zimořská expositura proměněna v samostatnou školu. V roce 1890 patřila Dolní i Horní Zimoř pod lékařský obvod Vysoká. Lékař M. Rada, který v oblasti působil kolem 30. let 20. století, uvádí Zimoř jako místo zvýšeného výskytu rodové tuberkulózy.
Po odstoupení Sudet Německé říši zůstala Zimoř v Československou, hranice vedla zimořským údolím a pod Sitnou, Chodeč zůstala v Československu. Koncem roku 1939 byly vytvořeny pracovní tábory, které postavily silnici Chodeč–Zimoř.

### Územněsprávní začlenění
Dějiny územněsprávního začleňování zahrnují období od roku 1850 do současnosti. V chronologickém přehledu je uvedena územně administrativní příslušnost obce v roce, kdy ke změně došlo:
- 1850 země česká, kraj Praha, politický i soudní okres Mělník[6]
- 1855 země česká, kraj Praha, soudní okres Mělník
- 1868 země česká, kraj Praha, politický i soudní okres Mělník
- 1939 země česká, Oberlandrat Mělník, politický i soudní okres Mělník[7]
- 1942 země česká, Oberlandrat Praha, politický i soudní okres Mělník[8]
- 1945 země česká, správní i soudní okres Mělník[9]
- 1949 Pražský kraj, okres Mělník[10]
- 1960 Středočeský kraj, okres Mělník
- 2003 Středočeský kraj, okres Mělník, obec s rozšířenou působností Mělník

## Poloha
Dolní Zimoř leží v údolí Želízské svodnice, jímž přes ni vede silnice III/2739 ze Želíz. Tato silnice je na východním okraji Zimoře napojena na silnici III/2738, která vede na jih na Chodeč a Strážnici a na sever přes Horní Zimoř k silnici III/27310 Želízy – Sitné – Šemanovice, na niž vyúsťuje mezi Želízy a Sitným v blízkosti Nových Tupadel. Od Želíz je Dolní Zimoř vzdálena východním směrem asi 2,5 km, Horní Zimoř je od Dolní Zimoře oklikou přes křižovatku vzdálena asi 1 km (vzdušnou čarou je odděluje skalní stěna), Chodeč je po silnici od Dolní Zimoře vzdálena asi 3 km, Sitné asi 4 km. Od křižovatky u Zimoře vede rovněž asfaltovaná lesní cesta Zimořským dolem, kterou se dá dojít k Sitnému anebo odbočkou přes Truskavenský důl na Kokořín. Ve směru Zimořského dolu prochází přes Dolní Zimoř žlutě značená pěší turistická trasa 6091 od Želíz a současně i cyklotrasa 0010, po silnici od Chodeč se na ni napojuje cyklotrasa 8169. Část skalního úseku na severní straně Zimořského dolu, ležící v katastrálním území obce, je chráněna jako přírodní památka Želízky. Stráně dolů jsou vesměs skalnaté a lesnaté, na údolních nivách se rozkládají i louky, výše položené části na severu katastrálního území jsou rovněž bezlesé. V Zimoři se nachází prameniště, které je zdrojem vody místního významu.
Dolní Zimoř sousedí na západě s katastrálním územím Želízy (asi 0,5 km západně od Dolní Zimoře se nachází malá chatová osada, jejíž osa je hranicí mezi Želízy a Dolní Zimoří: 5 chat patří do Želíz a 3 chaty do Dolní Zimoře), na severu s katastrálním územím Sitné, které patří rovněž k obci Želízy, na jihu sousedí se třemi katastrálními územími obce Vysoká: Strážnice u Mělníka, Chodeč u Mělníka a kratičkým úsekem na nejvýchodnějším výběžku území Zimoře i Vysoká u Mělníka.

## Doprava
Dopravní síť
- Pozemní komunikace – Do obce vedou silnice III. třídy. Ve vzdálenosti 2,5 km vede silnice I/9 Zdiby - Mělník - Česká Lípa - Rumburk.
- Železnice – Železniční trať ani stanice na území obce nejsou.

Veřejná doprava 2012
- Autobusová doprava – V obci měly zastávky příměstské autobusové linky Mělník-Želízy-Kokořín,Truskavna (v pracovních dnech 3 spoje) (dopravce ČSAD Střední Čechy, a. s.) a Dobřeň - Liběchov - Mělník (v pracovních dnech 1 spoj) (dopravce Kokořínský SOK, s. r. o.). O víkendu byla obec bez dopravní obsluhy.

## Turistika
- Cyklistika – Územím obce vedou cyklotrasy č. 0010 Dolina - Kokořín - Dolní Zimoř - Želízy a č. 8169 Lhotecký rybník - Vysoká - Zimořský důl.
- Pěší turistika – Územím obce vedou turistické trasy  Zimořský důl - Kokořín a  Želízy - Zimoř - Truskavenský důl - Kokořín.